# Феррейра, Жезуалду
Мануэ́л Жезуа́лду Ферре́йра (порт. Manuel Jesualdo Ferreira; род. 24 мая 1946, Мирандела) — португальский футбольный тренер. Рекордсмен по числу последовательно выигранных чемпионатов Португалии в качестве тренера — три первенства.

## Карьера
Жезуалду Феррейра родился в Португалии, но ещё будучи маленьким ребёнком, вместе с родителями, уехал в Анголу. Там он жил до подросткового возраста, после чего вернулся на родину со своим дядей, чтобы получить образование. Жезуалду долгое время жил и учился в Шавише. Он во время учёбы регулярно приезжал в Карвальяйш, где встречался со своими родственниками. После обучения Феррейра уехал в Лиссабон, где некоторое время выступал за любительские футбольные команды. После завершения карьеры игрока Феррейра получил тренерскую лицензию. Он работал преподавателем в Главном институте физической культуры в Лиссабоне.
Тренерскую карьеру Феррейра начал в 1981 году в клубе «Риу-Майор». Затем тренировал «Торреэнсе» и «Академику», с которой занял 7-е место в чемпионате Португалии. Также он работал в «Атлетико Алкантаре» и «Эштреле», с которой вылетел во второй дивизион. После этого Жезуалду работал с марокканским клубом ФАР Рабат. В 1989 году руководил сборной Анголы как Жезуалду. В 1996 году Феррейра возглавил молодёжную сборную Португалии и проработал с командой 4 года, тренируя известных игроков, среди которых был Манише.
В 2000 году Жезуалду возглавил «Алверку» и привёл клуб к 12-му месту в чемпионате страны. На следующий сезон Феррейра возглавил «Бенфику», но после ряда серии неудачных игр, последняя из которых — поражение в Кубке Португалии от клуба 3-го дивизиона, «Гондомар», он был уволен. Его место занял испанец Хосе Антонио Камачо.
19 апреля 2003 года Феррейра возглавил «Брагу». Жезуалду Феррейра вывел клуб на новую степень развития за три года, во главе с ним команда заняла 5-е и дважды 4-е место в чемпионате. После завершения контракта с «Брагой» Феррейра подписал договор с «Боавиштой», но, не проведя ни одной официальной игры в качестве главного тренера команды, Феррейра разорвал контракт, после того как «Порту» предложил ему двухлетнее соглашение.
18 августа 2006 года Жезуалду стал тренером «Порту». С этой командой он трижды выиграл чемпионат Португалии. И дошёл до 1/4 финала Лиги чемпионов в 2010 году. 2 июня 2009 года Феррейра продлил контракт с «Порту» ещё на 2 года. 26 мая 2010 года Феррейра был уволен с поста тренера «Порту», после того как клуб занял 3-е место в чемпионате.
18 июня 2010 года Феррейра возглавил испанскую «Малагу», подписав контракт на 3 года. 2 ноября он был уволен со своего поста за неудовлетворительные результаты команды, занимавшей на момент увольнения тренера 18-е место в чемпионате. За разрыв контракта португальскому тренеру выплатили 5 млн евро в качестве компенсации.
20 ноября 2010 года Феррейра возглавил греческий клуб «Панатинаикос».
16 декабря 2012 года назначен менеджером лиссабонского «Спортинга». 7 января 2013 года назначен главным тренером «Спортинга». Сменил на этом посту бельгийца Франка Веркаутерена. При этом за Феррейрой сохранилась должность менеджера.
7 июня 2013 года Ферейра вновь возглавил «Брагу». В феврале 2014 он покинул клуб из-за череды неудачных результатов.
В 2015 году Феррейра подписал контракт с египетским «Замалеком».
23 декабря 2019 года назначен главным тренером бразильского «Сантоса». 5 августа 2020 года, через 6 дней после поражения «Сантоса» в четвертьфинальном матче чемпионата штата Сан-Паулу 2020 от «Понте-Преты» (1:3), был отправлен в отставку.

## Отношения с Моуринью
Во время работы в Главном институте физической культуры в конце 1970-х — начале 1980-х годов одним из студентов учебного заведения был Жозе Моуринью, который позже стал известным тренером. В сезоне 1990/91 Моуриньо был помощником Феррейры во время его работы в «Эштреле». В 2002 году, когда Жезуалду возглавлял «Бенфику», он пригласил Моуринью на роль своего ассистента. На что Жозе ответил отказом. В феврале 2005 года Моуриньо жёстко высказался по поводу Феррейры:
Один — тренер с 30-летней карьерой, другой — с 3-летней. Тот, с 30 годами, никогда ничего не выигрывал; другой, с 3, выиграл уже многое. У того, кто тренировал в течение 30 лет, есть огромная карьера; тот, с тремя годами, имеет маленькую карьеру. О том, с 30-летней карьерой забудут, когда он завершит её; тот, с 3 годами, может завершить карьеру прямо сейчас, но он никогда не будет стёрт из анналов истории. Это могла бы быть история осла, который работал в течение 30 лет, но никогда бы не стал лошадью.
Позже Моуриньо сказал другое:
Я спорил, ругался со многими тренерами, но только не с ним. Я его уважаю, и никогда то, что написано в прессе, нас не рассорит. Жезуалду — отличный специалист, испанский футбол только выиграет от того, что он сюда приехал. Я знаю, что он хочет, чтобы „Реал“ стал чемпионом, а я болею за „Малагу“ во всех играх, за исключением их матчей с нами. Я могу назвать его своим другом. Мы учились с ним в одном университете, мой преподаватель в колледже называл его „профессором“.

## Достижения
- Чемпион Португалии: 2006/07, 2007/08, 2008/09
- Обладатель Кубка Португалии: 2008/09, 2009/10
- Обладатель Суперкубка Португалии: 2009
- Чемпион Катара: 2018/19